# Shadow Warriors (videojuego)
Shadow Warriors, publicado en Japón como  (忍者龍剣伝GB 摩天楼決戦 Ninja Ryūkenden GB: Matenrō Kessen?, literalmente "Leyenda del ninja de la espada del dragón GB: Enfrentamiento entre rascacielos")  y denominado Ninja Gaiden Shadow en Norteamérica, es un videojuego de acción en movimiento lateral que desarrollado para Game Boy en 1991 por Tecmo.  Es la precuela de la trilogía Ninja Gaiden para NES.

## Sinopsis
La historia sucede 3 años antes de los acontecimientos de Ninja Gaiden (NES), el jugador se pone en la piel de Ryu Hayabusa, quien tiene que salvar la ciudad de Nueva York de las fuerzas de Emperador Garuda, un siervo de Jaquio. Entre los secuaces de Garuda se encuentran el Aracdroide, boxeador Gregory y su mánager Jack, el Coronel, Comandante en la reserva, Allen y el noble japonés Whokisai (風鬼斎, Fūkisai).

## Jugabilidad
Shadow Warriors presenta una mecánica de juego simplificada en comparación a las ediciones de la trilogía en NES. En contraste con la variedad de habilidades y poderes ninja disponibles en los juegos de NES, aquí Ryu solo tiene un ataque básico con la espada y un ataque de Rueda fuego que puede recargarse hasta 5 usos. En esta edición Ryu no puede subir paredes ni aferrarse a ellas, a diferencia de la edición de NES, pero sí puede colgarse de las barandillas y moverse bajo ellas, como en Ninja Gaiden III: The Ancient Ship of Doom. Además puede atacar estando colgado del gancho. Al igual que en la ediciones de NES, Ryu puede encontrar pociones de salud, recargas para la Rueda fuego y vidas adicionales.

## Desarrollo
Shadow Warriors iba a ser originalmente una adaptación para Game Boy del juego de NES llamado Shadow of the Ninja. Fue llevado a cabo por la división Nagoya de Natsume, la cual también desarrolló Shadow of the Ninja.